# Stazione di Sōgosandō
La stazione di Sōgosandō (宗吾参道駅?, Sōgosandō-eki) è una stazione ferroviaria della cittadina di Shisui, nel distretto di Inba della prefettura di Chiba, in Giappone, servente la linea principale Keisei delle ferrovie Keisei.

## Linee
Ferrovie Keisei
● Linea principale Keisei

## Struttura
La stazione è dotata di un marciapiede laterale e uno a isola, con tre binari passanti in superficie. Le banchine sono collegate al fabbricato viaggiatori, realizzato a ponte sopra il piano del ferro, da scale fisse, mobili e ascensori. Il terzo binario supplementare, oltre a essere utilizzato per i treni terminanti/partenti da questa stazione, è anche collegato al centro manutenzione di Sōgo, utilizzato per il ricovero e il controllo dei rotabili delle ferrovie Keisei.
| 1-2 | ■ Linea principale Keisei | per Funabashi, Nippori, Keisei Ueno per Oshiage, linea Asakusa e linea Keikyū principale |
| 2   | ■ Linea principale Keisei | per Narita, Narita Aeroporto e Shibayama Chiyoda                                         |

## Stazioni adiacenti
| «                                    | Servizio                                                  | »                       |
| Linea Keisei principale              | Linea Keisei principale                                   | Linea Keisei principale |
| ------------------------------------ | --------------------------------------------------------- | ----------------------- |
| ŌsKeisei Shisuikura                  | ■ Locale ■ Rapido ■ Espr. Lim. Pendolari ■ Espr. Limitato | Kōzunomori              |
| L'Espresso Limitato Rapido non ferma |                                                           |                         |